# Rällsjön
Rällsjön är en sjö i Falu kommun och Leksands kommun i Dalarna och ingår i Dalälvens huvudavrinningsområde. Sjön är 44,8 meter djup, har en yta på 2,98 kvadratkilometer och befinner sig 274,1 meter över havet. Sjön avvattnas av vattendraget Rällsjöån. Vid provfiske har bland annat abborre, bäckröding, gärs och lake fångats i sjön.
Rällsjön passeras av riksväg 69 mellan Falun och Rättvik. Där finns en rastplats med information om Falu kommun. Avrinning till Hyttsjön.

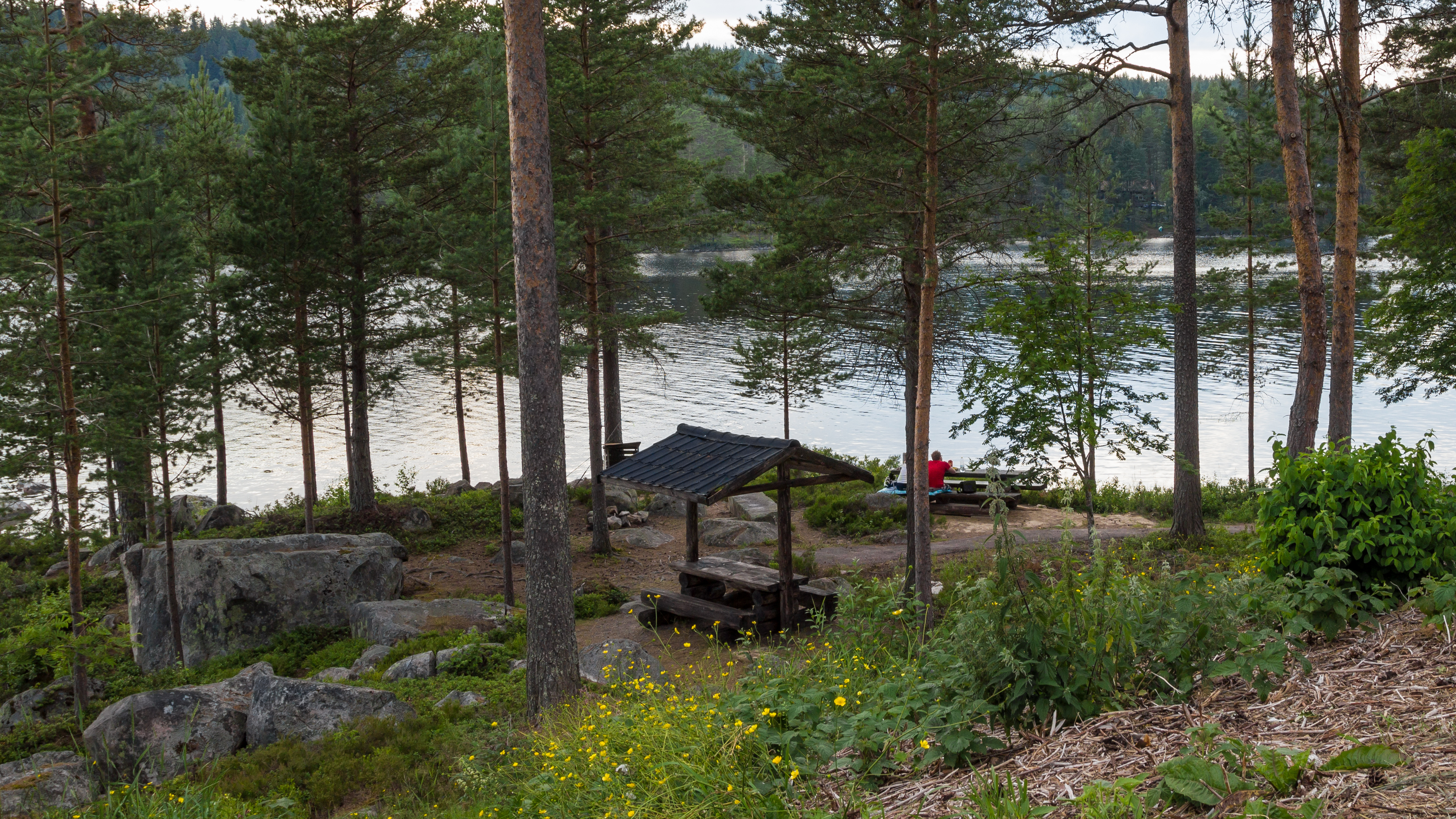
Rastplatsen vid Rällsjön.

## Delavrinningsområde
Rällsjön ingår i delavrinningsområde (673887-147375) som SMHI kallar för Utloppet av Rällsjön. Medelhöjden är 319 meter över havet och ytan är 13,23 kvadratkilometer. Det finns ett avrinningsområde uppströms, och räknas det in blir den ackumulerade arean 24,08 kvadratkilometer. Rällsjöån som avvattnar avrinningsområdet har biflödesordning 4, vilket innebär att vattnet flödar genom totalt 4 vattendrag innan det når havet efter 258 kilometer. Avrinningsområdet består mestadels av skog (72 procent). Avrinningsområdet har 3,02 kvadratkilometer vattenytor vilket ger det en sjöprocent på 22,8 procent.

## Fisk
Vid provfiske har följande fisk fångats i sjön:
- Abborre
- Bäckröding
- Gärs
- Lake
- Mört
- Regnbåge
- Röding
- Siklöja